# Luis Jiménez Guevara
Luis Jiménez Guevara (Sucre, 21 gennaio 1962) è un ex cestista venezuelano.

## Carriera
Con il Venezuela ha disputato i Campionati mondiali del 1990, i Campionati americani del 1992 e i Giochi olimpici di Barcellona 1992.